# IJsco

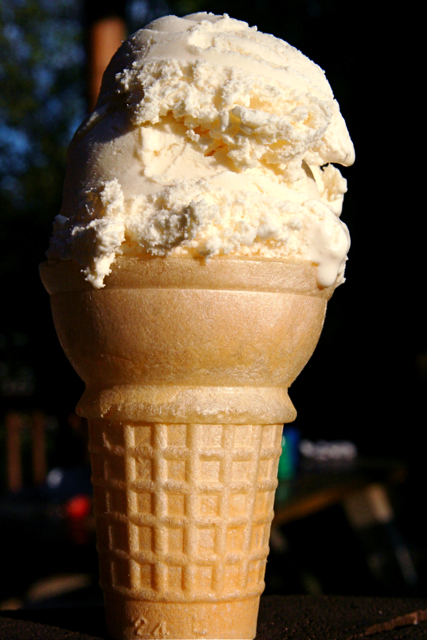
Een vanille-ijsje

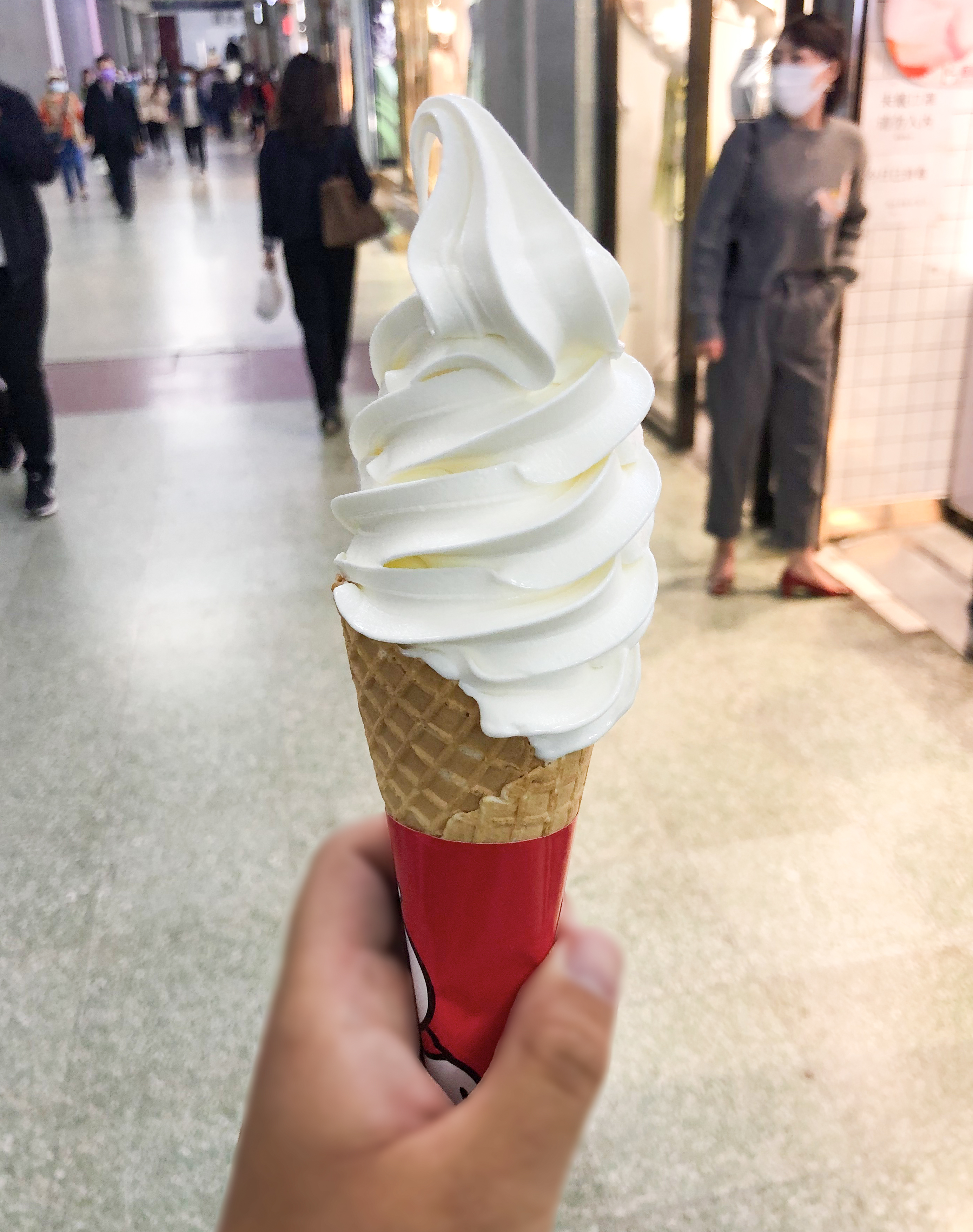
Softijs

Een ijsco, frisco, ijshoorntje of kortweg ijsje, is een portie consumptie-ijs op een stokje of in een hoorntje. 

## Hoorntje
Een oubliehoorntje is een eetbaar hoorntje van wafeldeeg. De oudste recepten voor eetbare bakjes dateren uit Franse kookboeken uit 1825. 

## Vormen
Vormen van ijsco's zijn:
- In een eetbaar bakje of opgerolde wafel
- Tussen twee wafels
- Aan een stokje
- In een papieren bakje

## Taalkundige aspecten
Het woord ijsco is afgeleid van 'Automatische IJscompagnie der Amsterdamsche banketbakkers', een bedrijf dat vanaf de jaren '10 van de twintigste eeuw ijswagentjes exploiteerde. Op de zijkant van de wagentjes stond ijsco., wat tot soortnaam is geworden.
In grote delen van Vlaanderen wordt een ijsco met een stokje een frisco genoemd. Een hoorntje heet in Oost-Vlaanderen een torentje en er bestaat ook een variant tussen twee, dunne, harde wafeltjes, die een cadet wordt genoemd.
IJsco kan echter ook ijsverkoper betekenen; een bewijs hiervoor levert een aantekening van Beets uit 1931, waarin hij schrijft: Daar komt een ijsco aan, ik hoor hem bellen.